# Sierra de la Culebra
Sierra de la Culebra är en bergskedja i Spanien.   Den ligger i provinsen Provincia de Zamora och regionen Kastilien och Leon, i den nordvästra delen av landet, 270 km nordväst om huvudstaden Madrid.